# Massimo Giacon
Massimo Giacon (né le 27 février 1961 à Padoue) est un artiste italien qui travaille comme auteur de bande dessinée, graphiste, illustrateur, musicien, etc.

## Récompense
- 2005 : Prix XL pour Il mondo così com’è (avec Tiziano Scarpa)